# Reprezentanță auto

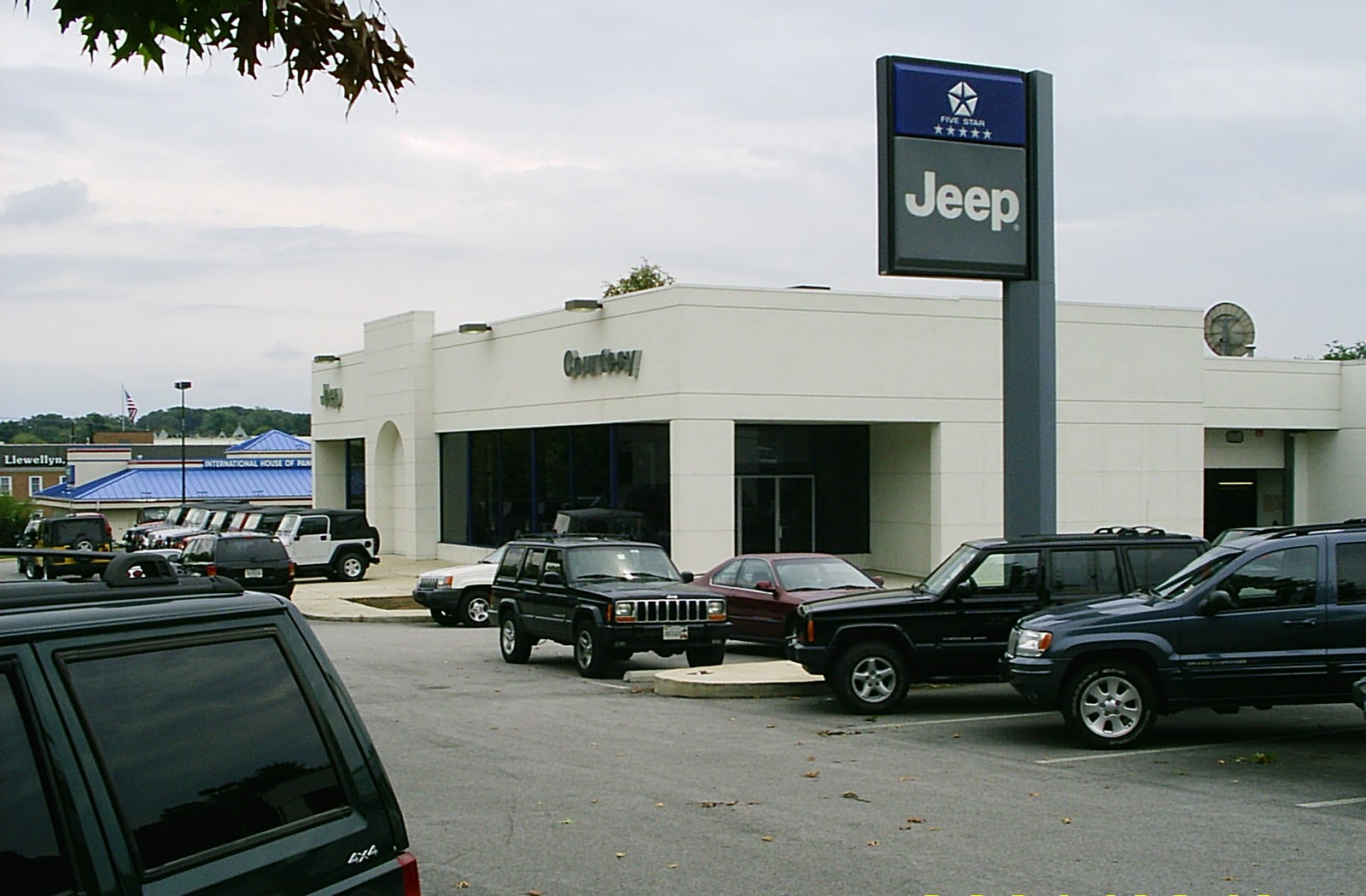
O reprezentanță auto tipică din SUA care vinde mașini rulate în exterior și mașini noi în salon.

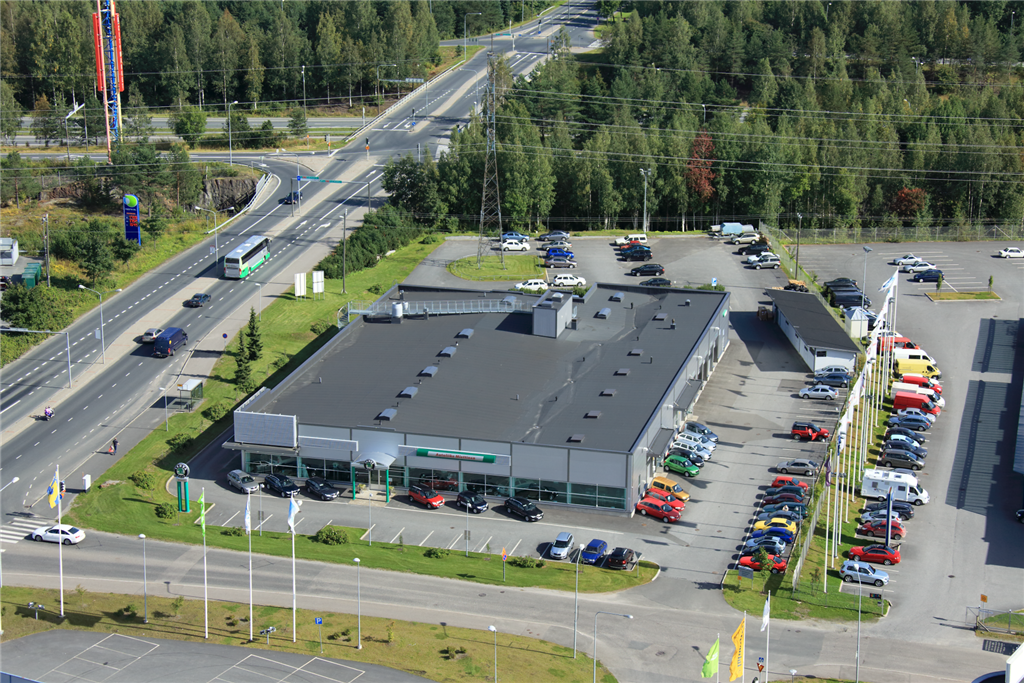
O vedere aeriană a serviciului unei reprezentanțe auto din Kuopio, Finlanda

O reprezentanță auto, numită și un dealer auto (din engleză dealer), este o afacere care vinde mașini noi sau rulate, la nivel de vânzare cu amănuntul, pe baza unui contract de reprezentanță cu un producător auto sau cu o filială a sa de vânzări. Reprezentanțele auto vând adesea și piese de schimb și servicii de întreținere auto.

## Reprezentanțe auto în Uniunea Europeană
În Uniunea Europeană, producătorilor de automobile li s-a permis, între 1985 și 2006, să încheie contracte cu reprezentanțele auto care restricționau tipurile de mașini care aveau voie să vândă. Producătorii de automobile au putut „să impună restricții calitative, cantitative și geografice asupra ofertei, vânzându-și mașinile doar prin intermediul unui număr limitat de reprezentanțe legate prin acorduri de franciză stricte”. În 2006, Comisia Europeană a stabilit că este anticoncurențial ca producătorii de automobile să interzică reprezentanțele să comercializeze mai multe mărci de automobile.
Producătorii de automobile din Uniunea Europeană se îndreaptă din ce în ce mai mult spre vânzarea directă de mașini către clienți, fără a se baza pe reprezentanți independenți. Volvo a anunțat planuri de a vinde toate vehiculele direct clienților până în anul 2030.